# Diocesi di Tois
La diocesi di Tois (in latino Dioecesis Thoitana) è una sede soppressa e sede titolare della Chiesa cattolica.

## Storia
Tois, identificabile con Tideh, è un'antica sede episcopale della provincia romana dell'Egitto Primo nella diocesi civile d'Egitto, ed era suffraganea del patriarcato di Alessandria.
La sede non è menzionata nell'Oriens Christianus di Michel Le Quien, e nessuno dei suoi vescovi è tramandato dalle fonti antiche.
Dal 1933 Tois è annoverata tra le sedi vescovili titolari della Chiesa cattolica; la sede è vacante dal 21 novembre 1966.

## Cronotassi dei vescovi titolari
- Frédéric Marie Blessing, O.S.C. † (2 dicembre 1937 - 17 agosto 1962 deceduto)
- David Picão † (10 maggio 1963 - 21 novembre 1966 succeduto vescovo di Santos)